# Фрайштадт (округ)
Фрайштадт (нем. Bezirk Freistadt) - округ в Австрии. Центр округа - город Фрайштадт. Округ входит в федеральную землю Верхняя Австрия. Занимает площадь 993,86 кв. км. Население 64 008 чел. Плотность населения 64 человек/кв.км. 

## Административные единицы
1. Фрайштадт (7681)
2. Бад-Целль (2687)
3. Грюнбах (1814)
4. Гутау (2670)
5. Хиршбах (1213)
6. Кальтенберг (704)
7. Кефермаркт (2151)
8. Кёнигсвизен (3135)
9. Ласберг (3040)
10. Леопольдшлаг (1120)
11. Либенау (1844)
12. Ноймаркт (3012)
13. Пирбах (1028)
14. Прегартен (4732)
15. Райнбах (3021)
16. Зандль (1580)
17. Шёнау (1875)
18. Санкт-Леонхард-Фрайштадт (1530)
19. Санкт-Освальд-Фрайштадт (2700)
20. Трагвайн (3071)
21. Унтервайсенбах (2468)
22. Унтервайтерсдорф (1580)
23. Вальдбург (1381)
24. Вартберг-об-дер-Айст (3651)
25. Вайтерсфельден (1201)
26. Виндхаг-Фрайштадт (1734)